# Attentats de Moscou (1977)
Pour les articles homonymes, voir Attentats de Moscou.
 (septembre 2022).
La mise en forme du texte ne suit pas les recommandations de Wikipédia : il faut le « wikifier ».
Les points d'amélioration suivants sont les cas les plus fréquents. Le détail des points à revoir est peut-être précisé sur la page de discussion.
- Les titres sont pré-formatés par le logiciel. Ils ne sont ni en capitales, ni en gras.
- Le texte ne doit pas être écrit en capitales (les noms de famille non plus), ni en gras, ni en italique, ni en « petit »…
- Le gras n'est utilisé que pour surligner le titre de l'article dans l'introduction, une seule fois.
- L'italique est rarement utilisé : mots en langue étrangère, titres d'œuvres, noms de bateaux, etc.
- Les citations ne sont pas en italique mais en corps de texte normal. Elles sont entourées par des guillemets français : « et ».
- Les listes à puces sont à éviter, des paragraphes rédigés étant largement préférés. Les tableaux sont à réserver à la présentation de données structurées (résultats, etc.).
- Les appels de note de bas de page (petits chiffres en exposant, introduits par l'outil «  Source ») sont à placer entre la fin de phrase et le point final[comme ça].
- Les liens internes (vers d'autres articles de Wikipédia) sont à choisir avec parcimonie. Créez des liens vers des articles approfondissant le sujet. Les termes génériques sans rapport avec le sujet sont à éviter, ainsi que les répétitions de liens vers un même terme.
- Les liens externes sont à placer uniquement dans une section « Liens externes », à la fin de l'article. Ces liens sont à choisir avec parcimonie suivant les règles définies. Si un lien sert de source à l'article, son insertion dans le texte est à faire par les notes de bas de page.
- La présentation des références doit suivre les conventions bibliographiques. Il est recommandé d'utiliser les modèles {{Ouvrage}}, {{Chapitre}}, {{Article}}, {{Lien web}} et/ou {{Bibliographie}}. Le mode d'édition visuel peut mettre en forme automatiquement les références.
- Insérer une infobox (cadre d'informations à droite) n'est pas obligatoire pour parachever la mise en page.

Pour une aide détaillée, merci de consulter Aide:Wikification.
Si vous pensez que ces points ont été résolus, vous pouvez retirer ce bandeau et améliorer la mise en forme d'un autre article.
 (septembre 2022).
Si vous disposez d'ouvrages ou d'articles de référence ou si vous connaissez des sites web de qualité traitant du thème abordé ici, merci de compléter l'article en donnant les références utiles à sa vérifiabilité et en les liant à la section « Notes et références ».
Les attentats de Moscou de 1977 sont une série de trois attentats terroristes à Moscou le 8 janvier 1977. Les attentats ont tué 7 personnes et en ont gravement blessé 37 autres. Personne n'a revendiqué la responsabilité des attentats à la bombe, bien que trois membres d'une organisation nationaliste arménienne aient été exécutés au début de 1979 après une enquête du KGB et un procès secret. Certains dissidents soviétiques ont déclaré que les suspects avaient un alibi. Peu de temps après l'événement, Andreï Sakharov a lancé un appel public, exprimant sa crainte que les attentats à la bombe ne soient « une nouvelle provocation de la part des organes de répression ». Selon l'historien Jay Bergman, « ce qui a réellement causé l'explosion n'a jamais été déterminé de manière concluante ».

## Attentats
Le 8 janvier 1977, trois bombes explosent à Moscou.
La première explose à 17 h 33 dans un train bondé entre les stations Izmailovskaïa et Pervomaïskaïa du métro de Moscou. À 18 h 5, la deuxième bombe explose à l'intérieur d'une épicerie proche du siège du KGB. Cinq minutes plus tard, la troisième bombe explose près d'une autre épicerie de la rue du 25 octobre, à quelques centaines de mètres du siège du Parti communiste de l'Union soviétique.
À ce moment-là, et pendant les deux mois suivants, il y a peu d'informations publiques sur les explosions. L'agence de presse TASS rapporte le 10 janvier 1977 que l'explosion n'était pas d'une grande force, « une aide médicale a été apportée aux personnes blessées et une enquête est en cours ». Plus tard, lors de réunions de militants du Parti, il est dit que peu de temps avant l'explosion dans le métro du 8 janvier, il y a eu deux autres explosions dans la rue du 25 octobre.
Ce n'est que le 8 février 1979, après le procès et l'exécution des trois condamnés, qu'une lettre au journal Izvestia indique que les attentats ont fait sept morts et 37 blessés.

## Enquête et procès
Un premier suspect, nommé Potapov, est arrêté à Tambov après avoir fait exploser une bombe qui a tué la femme et les deux filles de son voisin. Après son arrestation, Potapov avoue qu'il était également derrière les actes de terrorisme à Moscou. Cependant, cela s'est avéré être une confession forcée, et après une enquête d'un mois, cette piste est abandonnée par des agents du KGB.
En octobre 1977, à l'aéroport international de Tachkent, un officier du KGB remarque une femme portant un sac semblable à une image reconstituée d'une bombe envoyée par le KGB à toutes les branches locales. On découvre que ces sacs ne sont fabriqués qu'à Erevan. En novembre 1977, Stepan Zatikyan, membre fondateur d'un groupe dissident nommé le Parti national uni, une organisation nationaliste arménienne clandestine, est arrêté. Ses complices, Zaven Bagdasaryan et Hakop Stepanyan, sont également placés en garde à vue après une supposée tentative infructueuse de faire exploser une bombe au terminal ferroviaire de Koursk à Moscou.
Au cours du procès secret qui suit, Zatikyan, Stepanyan et Bagdasaryan sont tous reconnus coupables, le 24 janvier 1978, et exécutés cinq jours plus tard. La Cour suprême publie une brève déclaration, datée du 31 janvier 1979, après le procès et l'exécution, nommant Zatikyan seul comme l'auteur,. Selon le général du KGB Philip Bobkov, toute publication en Arménie sur les attentats à la bombe est bloquée par Karen Demirtchian, le dirigeant de l'Arménie soviétique.

## Implication présumée du KGB
Les attentats du 8 janvier 1977 ont lieu lors de représailles systématiques des autorités soviétiques contre les groupes Helsinki, en Ukraine et en Lituanie, mis en place pour surveiller le respect par l'URSS des accords d'Helsinki.
Le 10 janvier 1977, le journaliste soviétique Victor Ievguenievtich Louis, un agent provocateur du KGB, publie un article dans un journal britannique, faisant allusion à l'implication de dissidents soviétiques dans les attentats. Plusieurs dissidents, dont Vladimir Albrekht, le secrétaire de la branche soviétique d'Amnesty International, sont menacés et interrogés par le KGB. Le dissident soviétique Alexandre Tarassov a affirmé avoir été interrogé par un enquêteur du KGB qui a tenté de le « convaincre » qu'il était impliqué dans l'attentat. Sans son solide alibi — il était interné dans un hôpital au moment des attentats — « ce serait moi qui ai été exécuté à la place de Zatikyan », déclare-t-il. En réponse, Andreï Sakharov écrit un Appel à la communauté mondiale, dans lequel il demandait une enquête impartiale et suggérait que les attentats à la bombe auraient pu être organisés par le KGB lui-même pour discréditer l'ensemble du mouvement dissident soviétique.
… Je ne peux pas me débarrasser de l'intuition que l'explosion du métro de Moscou et la mort tragique d'individus sont une nouvelle provocation de la part des organes de répression, et la plus dangereuse de ces dernières années. C'est précisément cette intuition, et les craintes qui y sont liées que cette provocation puisse entraîner des changements dans tout le climat intérieur du pays, m'ont poussé à écrire cet article. Je serais très heureux si mes pensées s'avéraient fausses...
Dans un échange avec le procureur général adjoint, il ajoute : « J'ai de sérieux motifs d'inquiétude. Ceci est l'article provocateur du London Evening News de Victor Louis. Il s'agit d'arrestations et d'interrogatoires de personnes qui n'ont clairement aucun lien avec les bombardements. Ce sont des meurtres des derniers mois, probablement commis par le KGB qui n'ont pas fait l'objet d'enquêtes. Il suffit de mentionner seulement deux d'entre eux : le meurtre du poète Konstantin Bogatyrev et le meurtre de l'avocat Evgeni Brounov. » Après cette déclaration, Sakharov a non seulement été attaqué dans des journaux soviétiques, mais a également reçu des menaces par téléphone. Plusieurs personnes ont tenté de s'introduire dans son appartement, prétendant être des proches des personnes tuées dans le métro.
Selon l'ancien colonel du KGB Oleg Gordievsky, les trois Arméniens ont été choisis comme boucs émissaires pour cet acte terroriste. Il a écrit : « Le cas qui a le plus alarmé le KGB a été l'attentat du métro de Moscou par des séparatistes arméniens en 1977. Trois Arméniens ont ensuite été exécutés. La rumeur courait au Centre que, lorsque le KGB et la milice n'avaient pas réussi à retrouver les responsables, trois autres séparatistes arméniens avaient été choisis comme boucs émissaires afin de démontrer que les terroristes seraient toujours arrêtés et punis ».
En 1982, les historiens Michel Heller et Alexander Nekrich affirment que Zatikyan, Stepanyan et Bagdasaryan avaient un alibi soutenu par plusieurs témoins, et leur exécution était la première exécution politique en Union soviétique après la mort de Staline.
Le dissident arménien Sergueï Grigoryants déclare en 2016 que le chef du KGB Iouri Andropov et Philipp Bobkov sont responsables des attentats.

## La lettre de Sakharov à Brejnev
Le 30 janvier 1979, Andreï Sakharov écrit une lettre à Léonid Brejnev, au sujet du procès des trois suspects arméniens : 
Il y a de fortes raisons de craindre qu'un coup monté délibéré ou une erreur judiciaire ait lieu dans cette affaire. Zatikyan n'était pas à Moscou au moment de l'explosion souterraine - de nombreux témoins peuvent confirmer son alibi. L'enquête n'a montré aucun intérêt à clarifier cette circonstance ou d'autres circonstances importantes. Le procès, totalement inutilement, était fermé et secret, et même les proches ne savaient pas qu'il avait lieu. Un tel procès, où le principe de transparence est totalement ignoré, ne peut déterminer la vérité. Je vous demande de mettre fin à l'exécution de la peine de mort contre tous les accusés dans cette affaire et d'exiger une nouvelle enquête des organes d'enquête et judiciaires.
Le 1er février 1979, le Groupe Helsinki de Moscou fait une déclaration officielle sur l'exécution de Stepan Zatikyan et de deux autres personnes anonymes, déclarant : « Le manque de transparence et toute l'atmosphère de secret donnent des raisons de douter de la validité des accusations, de l'objectivité et de l'impartialité du tribunal ».
L'une des conséquences est la lettre du 8 février 1979 aux Izvestia, dénonçant Sakharov et d'autres militants des droits comme des « défenseurs des meurtriers ».